# 위르키 카타이넨
위르키 타파니 카타이넨(핀란드어: Jyrki Tapani Katainen, 1971년 10월 14일 ~ )은 핀란드의 정치인이다. 2011년 6월 22일부터 2014년 6월 24일까지 총리로 지냈다.
핀란드 중부 북사보 지역 실리냬르비 출신으로, 시간제 교사로 일하다 1993년 시의원으로 선출되었다. 1999년 중도우파 국민연합당 소속으로 포요이스사보 주 지역구 국회의원으로 선출되었다. 2004년 국민연합당 당수가 되었고, 2007년 총선에서 여당 중도당에 이어 국민연합당이 두 번째로 많은 의석을 확보하면서 마티 반하넨이 이끄는 중도우파 연정에 참여하여 부총리 겸 재무장관으로 임명되어 재직하였다.
그는 2008년 핀란드를 금융위기에 휩쓸리지 않게 하면서 정책과 시장 안정성 등에서 가장 뛰어난 실적을 낸 것으로 평가받아 영국 파이낸셜 타임스는 그를 유럽 최고의 재무장관으로 선정하였다. 2011년 4월 총선에서 국민연합당은 6석을 잃었으나 의석수는 가장 많은 정당이 되었다. 이 총선에서는 여당인 중도당은 4위로 추락하고, 극우 정당인 진정한 핀란드인이 급부상하여 3위에 올랐다. 연정 구성이 지연되어 총선 후 2개월이 지난 6월 22일, 6개 정당이 참여한 연정을 구성하여 그는 30대의 젊은 나이에 총리로 취임하였다.